# Calais (Maine)
Calais – miasto w Stanach Zjednoczonych, w stanie Maine, w hrabstwie Washington.